# Alberta Brianti
Alberta Brianti (San Secondo Parmense, 5 de Abril de 1980) é uma tenista profissional italiana, sua melhor colocação na WTA até agora foi a recente 67° colocação no fim de 2009.
Faz parte da família Brianti, uma das mais importantes no desenvolvimento do Norte da Itália.